# Yangguan
Yangguan (chinesisch 陽關 / 阳关, Pinyin Yángguān – „Südpass / Südlicher Pass“) ist ein Gebirgspass in der Provinz Gansu der Volksrepublik China. 

## Lage
Yangguan liegt an Chinas Westgrenze 70 km südwestlich von Dunhuang. Befestigt wurde der Pass in der Zeit der Westlichen Han-Dynastie von Kaiser Han Wudi. Wie der Jadetor-Pass (Yumenguan) führt der Yangguan nach Zentralasien. Die über den Pass führende Yangguan-Straße (陽關大道 / 阳关大道,  Yángguān dàdào) war eine wichtige Verbindung nach Xiyu, in die „Westlichen Regionen“ (西域,  Xīyù). Sein Name rührt daher, dass er sich im Süden vom Jadetor-Pass befand. Er verlor seit der Song-Dynastie an Bedeutung und verfiel. 
Wang Wei, der Dichter der Tang-Dynastie, hat Pass und Straße besungen. Die Ruinen der Passanlage aus der Han- und Jin-Zeit standen seit 1961 als Yangguan Yizhi (陽關遺址 / 阳关遗址,  Yángguān Yízhǐ – „historische Relikte des Yangguans“) auf der Denkmalliste der Provinz Gansu.

## Nachschlagewerke
- Cihai („Meer der Wörter“), Shanghai cishu chubanshe, Shanghai 2002, ISBN 7-5326-0839-5